# Brady Koontz
Brady Andrew Koontz (ur. 24 lipca 1998) – amerykański zapaśnik walczący w stylu klasycznym. Zajął dziesiąte miejsce na mistrzostwach świata w 2023 roku.
Złoty medalista mistrzostw panamerykańskich w 2022 roku. Zawodnik Stevens Point Area Senior High School, a także Ohio State University i University of Dubuque. Zajął siódme miejsce w All-American w NCAA Division III w 2023 roku.